# Penarukan (Kerambitan)
Penarukan is een bestuurslaag in het regentschap Tabanan van de provincie Bali, Indonesië. Penarukan telt 2753 inwoners (volkstelling 2010).